# Ludwig Schöpf
Ludwig Schöpf (* 5. Juli 1843 in Pfaffenhausen; † 20. Mai 1918 ebenda) war Wachszieher, Bürgermeister und Mitglied des Deutschen Reichstags.

## Leben
Schöpf besuchte die Volksschule und die Kreis-Gewerbeschule in Augsburg. Nach Vollendung der Lehr- und Gehilfenzeit hat er als Kaufmann und Wachszieher im Jahre 1869 ein eigenes Geschäft mit Landwirtschaftsbetrieb gegründet. Ab 1879 war er Bürgermeister der Marktgemeinde Pfaffenhausen.
Von 1893 bis 1898 war er Mitglied des Deutschen Reichstags für den Wahlkreis Schwaben 5 (Kaufbeuren, Mindelheim, Oberdorf, Füssen) und die Deutsche Zentrumspartei. Zwischen 1893 und 1899 war er auch Mitglied der Bayerischen Kammer der Abgeordneten.